# Orły (województwo mazowieckie)
Orły – wieś w Polsce położona w województwie mazowieckim, w powiecie warszawskim zachodnim, w gminie Ożarów Mazowiecki. Ma status sołectwa.
Wierni Kościoła rzymskokatolickiego należą do parafii św. Antoniego w Łaźniewie.
W latach 1975–1998 miejscowość położona była w województwie warszawskim.
Do 2002 r. Orły-Kolonia.
Według stanu w 2021 roku sołectwo liczyło 57 mieszkańców.